# Mayet, Sarthe
Mayet är en kommun i departementet Sarthe i regionen Pays de la Loire i nordvästra Frankrike. Kommunen ligger i kantonen Mayet som tillhör arrondissementet La Flèche. År 2022 hade Mayet 3 186 invånare.

## Befolkningsutveckling
Antalet invånare i kommunen Mayet
| Referens: INSEE |